# مهدي (اسم)
مهدي هو اسم علم مذكر من أصل عربي، ومعناه هو من الفعل هدى، والمعنى المرشد، الواعظ، ومبين طريق الخير والإيمان، أصل الاسم مهدوي على وزن مفعول، والمهدي أبو الرشيد ( ت 169) خليفة عباسي.

## شخصيات تحمل الاسم
- مهدي النفطي (لاعب كرة قدم تونسي، 28 نوفمبر 1978[4] – )
- مهدي بازركان (سياسي إيراني، 1 سبتمبر 1907 – 20 يناير 1995[5][6])
- مهدي بعلة (17 أغسطس 1978[7] – )
- مهدي ترابي (لاعب كرة قدم إيراني، 10 سبتمبر 1994[8] – )
- مهدي زفان (لاعب كرة قدم فرنسي، 19 مايو 1992[9] – )
- مهدي طارمي (لاعب كرة قدم إيراني، 18 يوليو 1992[10] – )
- مهدي عبيد (6 أغسطس 1992[11] – )
- مهدي كروبي (26 سبتمبر 1937[12] – )
- مهدي مصطفى (لاعب كرة قدم جزائري، 30 أغسطس 1983[13] – )
- مهدي مهدفيكيا (لاعب كرة قدم إيراني، 24 يوليو 1977 – )
- مهدي بنعطية (لاعب كرة قدم مغربي )

## وصلات خارجية
- موسوعة السلطان قابوس لأسماء العرب